# Ромашковка (Волынская область)
Ромашковка (укр. Ромашківка) — село в Цуманской поселковой общине Луцкого района Волынской области Украины.
До 2020 года входило в Киверцовский район.
Код КОАТУУ — 0721882405. Население по переписи 2001 года составляет 253 человека. Почтовый индекс — 45236. Телефонный код — 3365. Занимает площадь 0,64 км².